# Platemys platycephala
La tartaruga dal collo torto (Platemys platycephala (Schneider, 1792)) è una tartaruga della famiglia Chelidae che vive nel Sud America settentrionale.
È l'unica specie del genere Platemys.

## Descrizione
È lunga 14–17 cm, dotata di una corazza estremamente appiattita, che le permette di nascondersi sotto rocce e anfratti.

## Biologia
Se minacciata, si ritira nel guscio ruotando la testa su un lato. Il carapace è scuro o castano, oppure giallo con macchie marroni e due increspature longitudinali. Non è un'abile nuotatrice e preferisce gli stagni poco profondi e le pozze d'acqua oppure si muove a terra nella foresta. Si ciba di insetti acquatici, vermi, chiocciole e girini. Le femmine depongono un solo uovo scavando poco o affatto nel terreno e coprendolo di foglie in decomposizione.